# 卡萊爾 (紐約州)
卡萊爾（英語：Carlisle）是一個位於美國紐約州斯科哈里縣的鎮。

## 人口
根據2020年美國人口普查的數據，卡萊爾的面積為88.70平方千米，當中陸地面積為88.36平方千米，而水域面積為0.33平方千米。當地共有人口1768人，而人口密度為每平方千米20人。